# تشارلز مونرو
تشارلز مونرو (21 مارس 1871 في أستراليا - 7 فبراير 1969) (بالإنجليزية: Charles Munro)‏ هو لاعب كريكت أسترالي.

## وصلات خارجية
- تشارلز مونرو على موقع إي آس بي آن كريك إنفو (الإنجليزية)